# Edmond Leclère
Edmond Louis Marcel Leclère (ur. 25 stycznia 1912 w Foulzy, zm. 24 marca 1986 w Charleville-Mézières) – francuski koszykarz, uczestnik Letnich Igrzysk Olimpijskich 1936 oraz medalista Mistrzostw Europy.
Na igrzyskach w Berlinie reprezentował swój kraj w turnieju koszykówki. Wraz z kolegami zajął ex aequo 19. miejsce.
W 1937 r. zdobył brązowy medal Mistrzostw Europy w Koszykówce, odbywających się wówczas w Rydze.